# RMS Aquitania
RMS Aquitania – brytyjski statek parowy należący do linii Cunard. Jego nazwa pochodzi od nazwy rejonu Akwitania we Francji. Był statkiem, na którym poważnie zredukowano liczbę kabin I klasy. Miał cztery kominy i dwa maszty oraz cztery śruby napędowe. Bliźniacze statki to RMS Mauretania i RMS Lusitania.

## Geneza

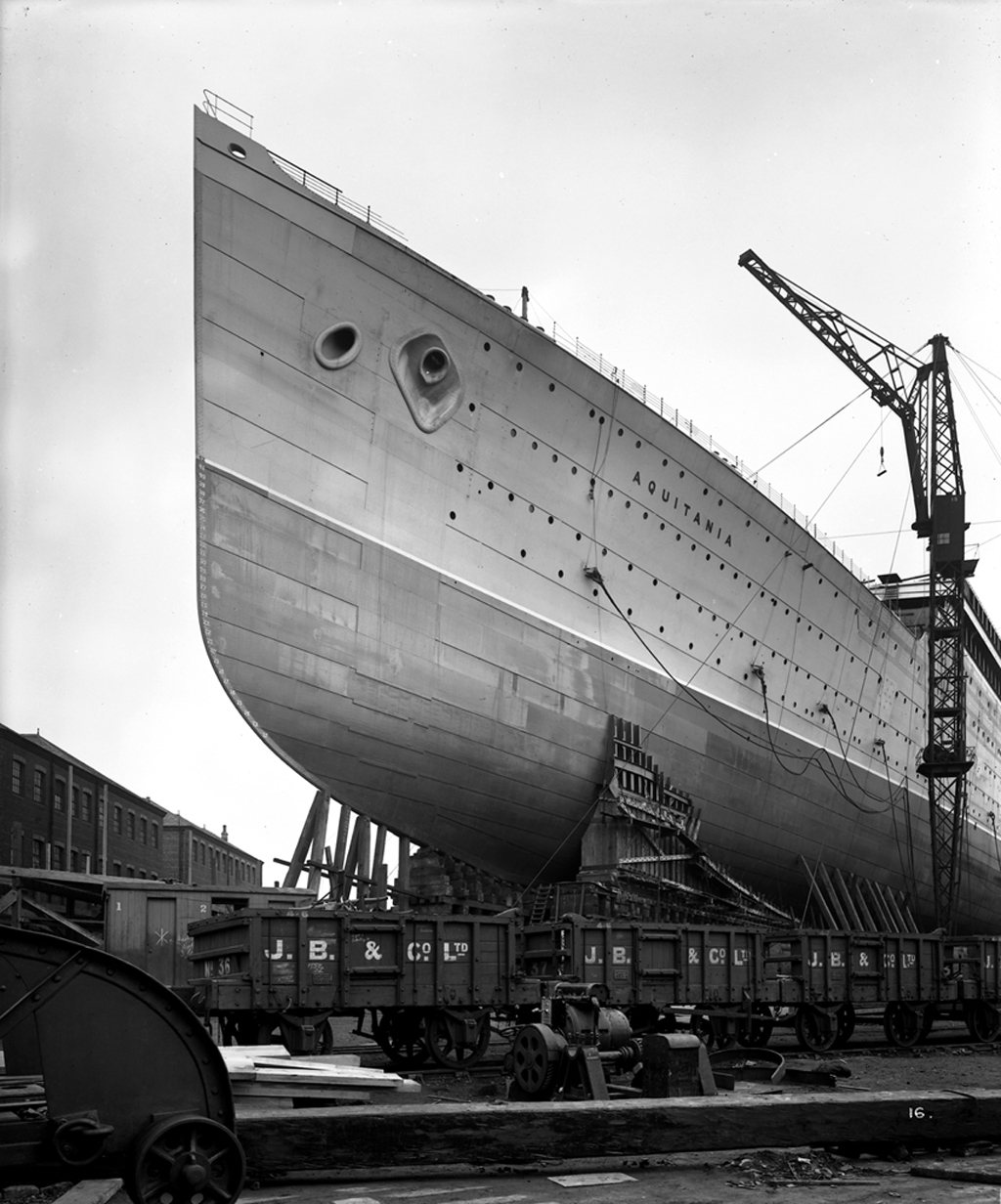
Aquitania w czasie budowy

Początki Aquitanii wiążą się z rywalizacją pomiędzy dwoma wiodącymi angielskimi armatorami transatlantyckich linii pasażerskich – White Star Line i Cunard Line. Chlubą White Star były RMS Olympic i RMS Titanic, które były większe niż najnowsze statki Cunard Line RMS „Mauretania” i RMS „Lusitania”. Duet Cunard Line był szybszy niż statki White Star, ale statki White Star uchodziły za bardziej luksusowe. Cunard Line potrzebował innych liniowców – mniejszych i szybszych, ale zarazem bardziej luksusowych.

## Budowa i wodowanie
Aquitania została zaprojektowana przez Leonarda Pesketta, a wybudowana przez John Brown & Company w stoczni w Clydebank, Szkocja, tam gdzie zostało wybudowanych większość statków należących do Cunard Line. Powstała w tym samym doku co „Lusitania”, który później został wykorzystany do budowy „Queen Mary”, „Queen Elizabeth” i „Queen Elizabeth 2". W następstwie katastrofy „Titanica” „Aquitania” była jednym z pierwszych statków pasażerskich wyposażonym w wystarczającą liczbę szalup ratunkowych dla wszystkich pasażerów oraz załogi. Stępkę pod „Aquitanię” położono w grudniu 1910 a zwodowana została 21 kwietnia 1913. Chrztu dokonała Alice Stanley, hrabina Derby. W ciągu kolejnych trzydziestu miesięcy została odpowiednio wyposażona i 30 maja 1914 wypłynęła w swój dziewiczy rejs.

## Projekty i wnętrza

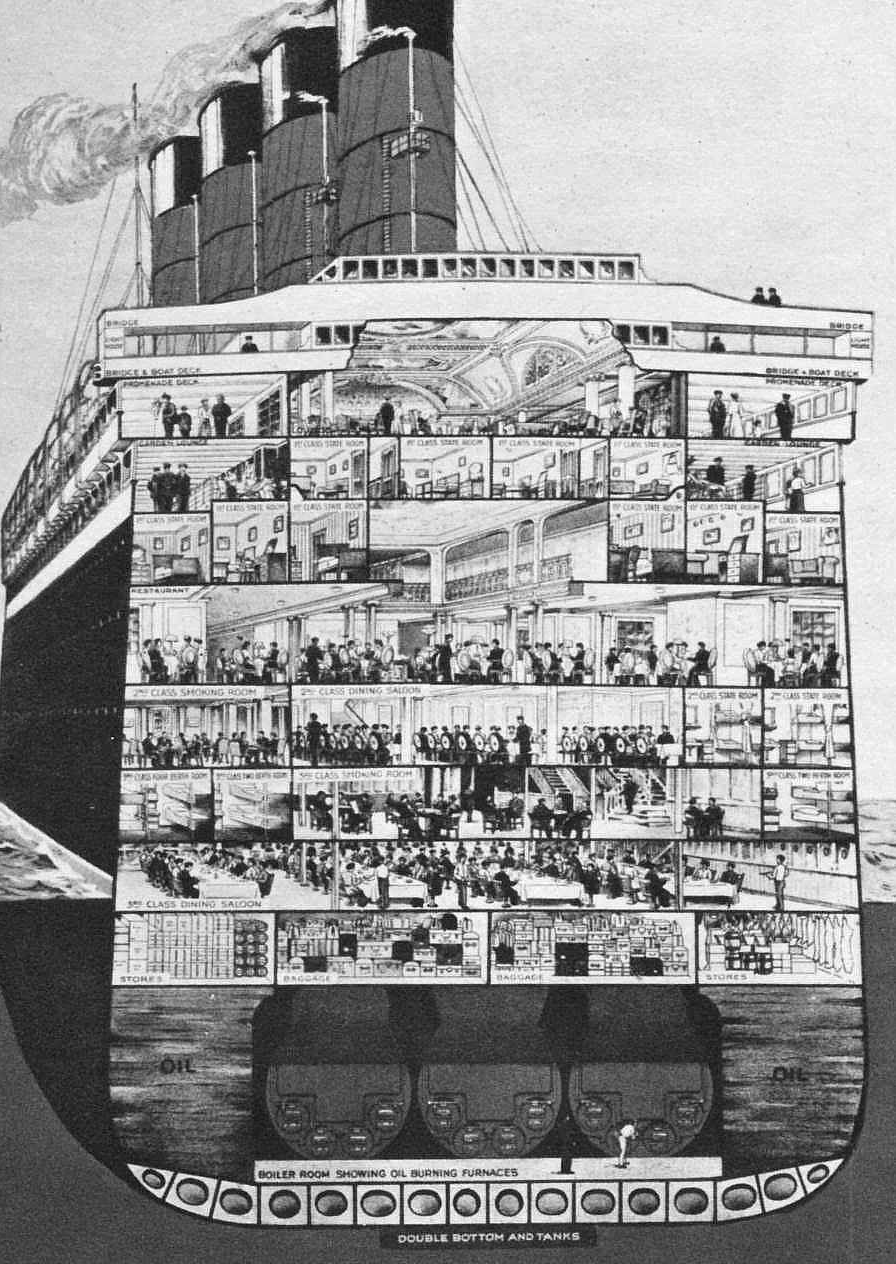
Przekrój statku, odsłaniający jego luksusowe wnętrze

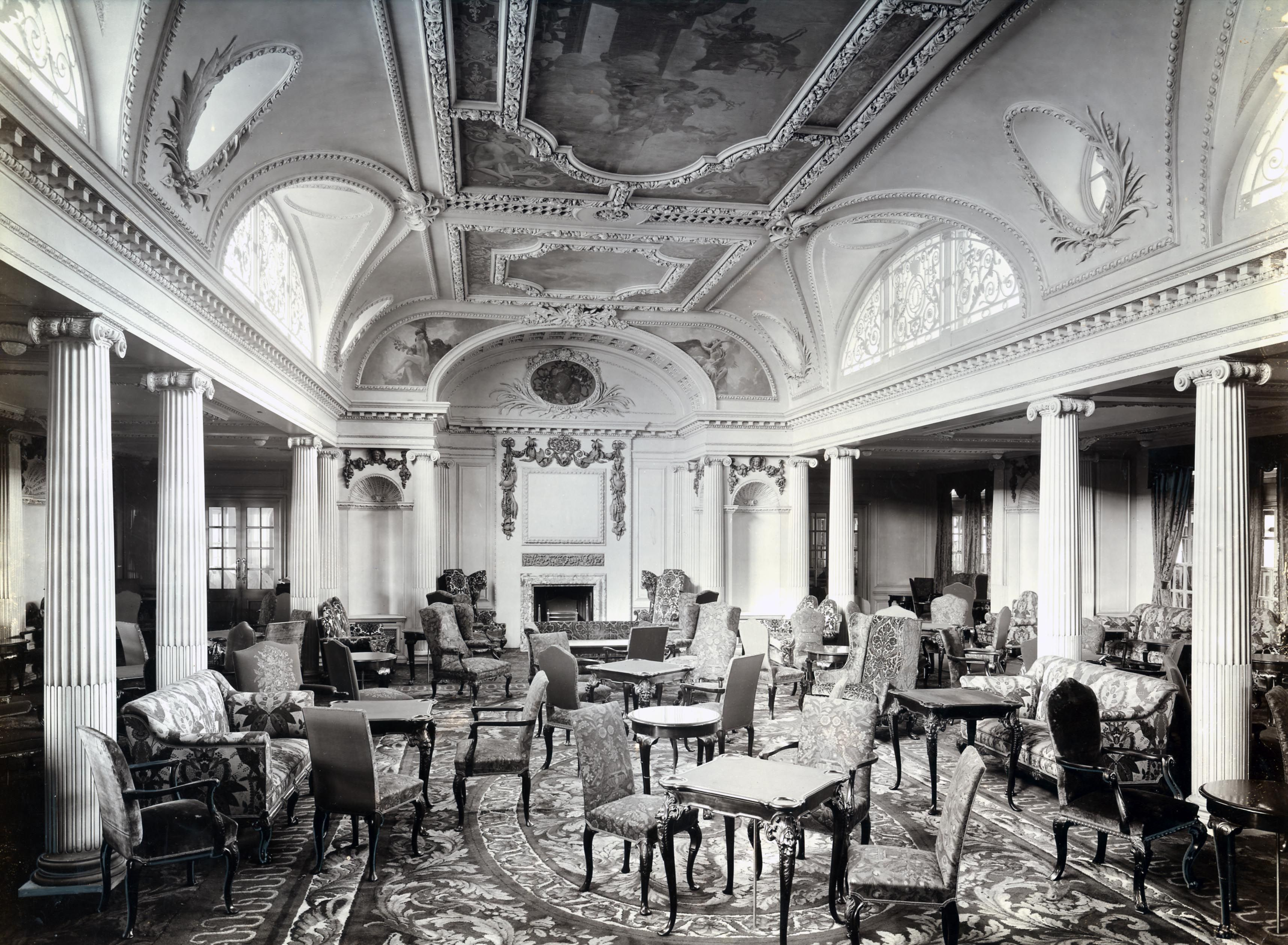
Pomieszczenia pierwszej klasy

Chociaż „Aquitanii” zabrakło smukłego wyglądu, takiego jaki miały siostrzane statki – „Mauretania” i „Lusitania”, jej zwiększona długość i szerokość umożliwiły zaprojektowanie bardziej przestronnych przestrzeni ogólnodostępnych. Jej wnętrza zostały zaprojektowane przez brytyjskiego architekta Josepha Arthura Davisa (1878-1951), architekturę wnętrz powierzono firmie Mewes i Davis. Firma ta nadzorowała wcześniej budowę i dekorację w Ritz Hotel w Londynie (otwartym w 1906), a Davis zaprojektował kilka banków tamże. Z kolei jego partner – Charles Mewes projektował wnętrza paryskiego Ritza i został zatrudniony przez Alberta Ballina, szefa niemieckich linii żeglugowych HAPAG (Hamburg-Amerika Linie) do zaprojektowania wnętrz liniowca „Amerika”. Przed I wojną światową projektował też wnętrza trzech gigantycznych statków firmy HAPAG: „Imperator”, „Vaterland” i „Bismarck”. W ciekawym układzie pracy dla dwóch rywali na linii transatlantyckiej – Cunard i Hamburg-Amerika Linie, Mewes i Davis mieli działać razem – w Niemczech i Anglii i wyłącznie tylko ze sobą. Nie wolno im było za nic ujawnić szczegółów swojej pracy dla drugiej firmy. Pomimo tego układu uzgodnienia te prawie na pewno było naruszone. Wnętrza „Aquitanii” były w dużej mierze dziełem Davisa. Wykonany w stylu Ludwika XVI salon-jadalnia zawiera wiele innowacji stosowanych dla Hapag Lines, co spowodowane mogło być tym, że od wielu lat tak blisko współpracowali, że prace ich stały się niemal zamienne. Davis projektował pomieszczenia dla palących, które były jego interpretacją stylu architekta Inigo Jonesa.

## Kariera

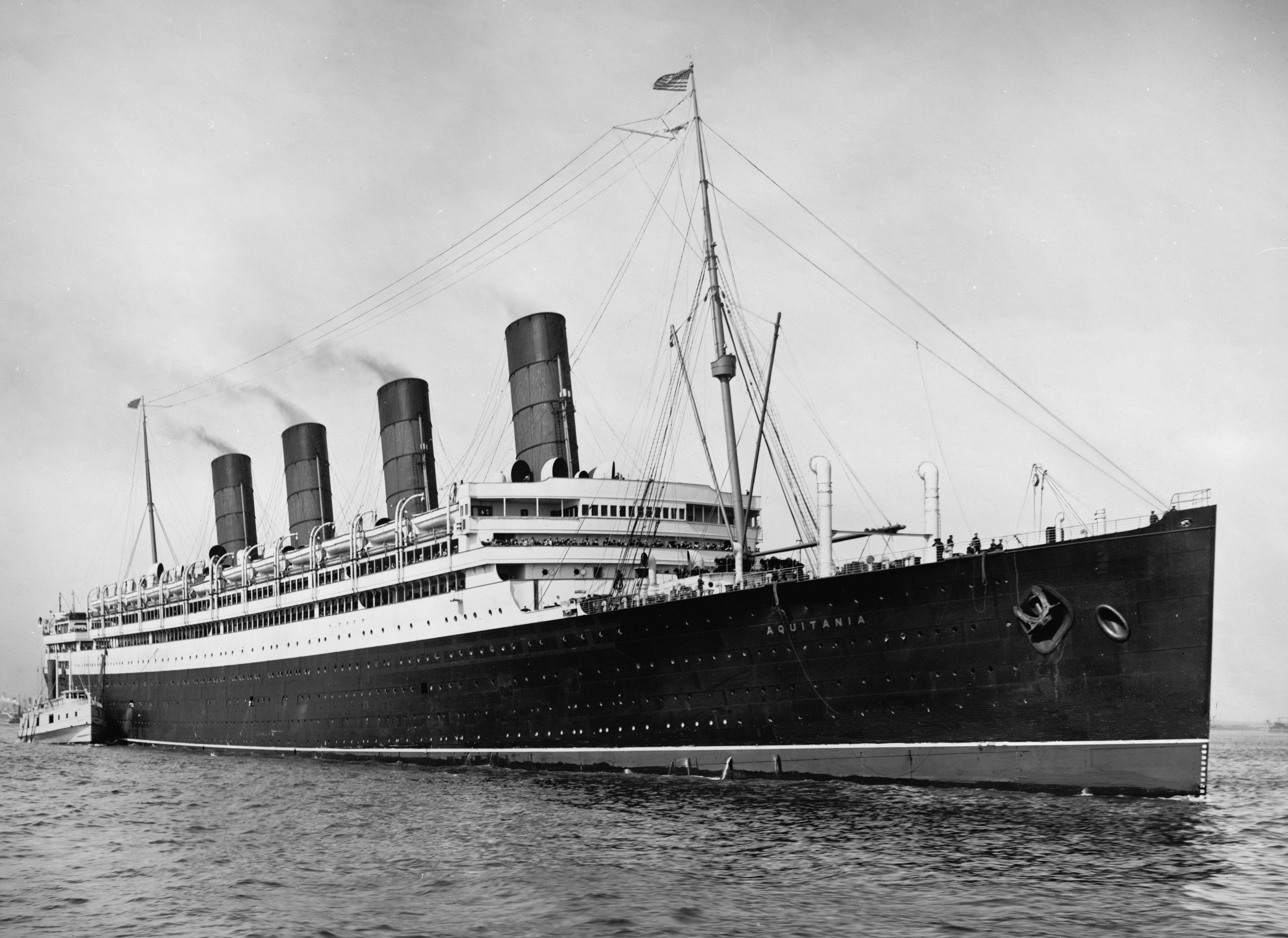
Aquitania w 1914 i 1920

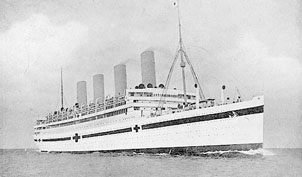
HMHS Aquitania jako okręt szpitalny z okresu I wojny światowej.

30 maja 1914 „Aquitania” popłynęła w dziewiczy rejs pod dowództwem kapitana Williama Turnera. To wydarzenie zostało jednak przysłonięte zatonięciem RMS Empress of Ireland w Quebec 29 maja, w którym utonęło ponad tysiąc osób. W następnym miesiącu miał w Sarajewie miejsce zamach na arcyksięcia Franciszka Ferdynanda, który spowodował, że świat wkroczył w I wojnę światową, wobec czego „Aquitania” musiała zrobić przerwę w karierze cywilnej. Po trzech dniach od przejęcia statku do użytku wojskowego, rozpoczęto prace nad jego przystosowaniem do służby jako transportowiec wojska. Jednakże ze względów technicznych szybko odstąpiono od takiego jej wykorzystania. Wiosną 1915 r. jednostka została przekształcona w statek patrolowy. Następnie została przekształcona w statek szpitalny i służyła w tej roli w Bitwie o Gallipoli. W 1916 ponownie przeznaczona do służby patrolowej. W 1918 roku wróciła na pełne morze w roli transportowca, przewożącego północnoamerykańskie wojska do Wielkiej Brytanii.

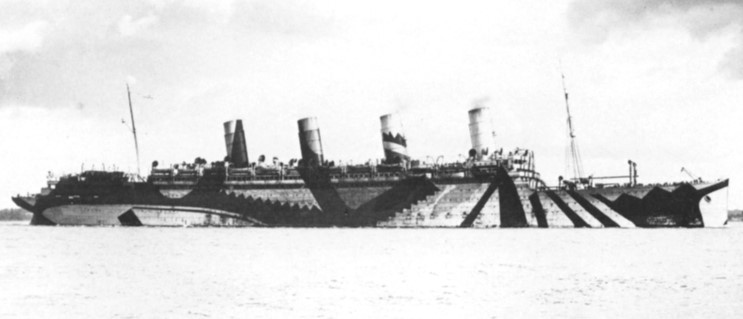
HMT Aquitania jako statek wojskowy

W czerwcu 1919 powróciła do Cunard Line i skierowana na transatlantycką linią Southampton – Nowy Jork. W grudniu tego samego roku została dokowana w stoczni Armstrong Whitworth w Newcastle w celu przeróbki układu napędowego. Z parowca węglowego otrzymała zasilanie olejowe, co znacznie zmniejszyło liczbę załogi maszynowej. Ponadto jej pierwotne, przedwojenne wyposażenie, które zostało przechowane, zostało ponownie zainstalowane.
W latach 20. XX w. „Aquitania” stała się jednym z najbardziej popularnych liniowców na trasie północnoatlantyckiej. Razem z Mauretanią i Berengarią nazywana była Wielką Trójką. Z czasem „Aquitania” stała się jednym z najbardziej dochodowych liniowców w tym zestawie i w ogóle w historii. Amerykańskie ograniczenia imigracji na początku lat dwudziestych zakończyły wiek masowej emigracji z Europy, ale ocean nadal pozostał głównym szlakiem transportowym między kontynentami, dlatego linie transoceaniczne przetrwały, a nawet przekraczały swoje przedwojenne rekordy.
Po krachu giełdowym w 1929 wiele statków zostało dotkniętych przez jego katastrofalne skutki. „Aquitania” znalazła się w trudnej sytuacji. Drastycznie spadła liczba pasażerów. W tej sytuacji Cunard przeznaczył „Aquitanię” do obsługi tanich wycieczek morskich, które okazały się udanym pomysłem, zwłaszcza dla Amerykanów, którzy wypływali w rejsy przede wszystkim dla alkoholu tu serwowanego bez ograniczeń, ze względu na pełną prohibicję w Stanach. W dniu 10 kwietnia 1935 „Aquitania” osiadła na mieliźnie w pobliżu Thorne Knoll na rzece Test, ale z pomocą dziesięciu holowników i wysokiego pływu udało się ją uwolnić.

## II wojna światowa

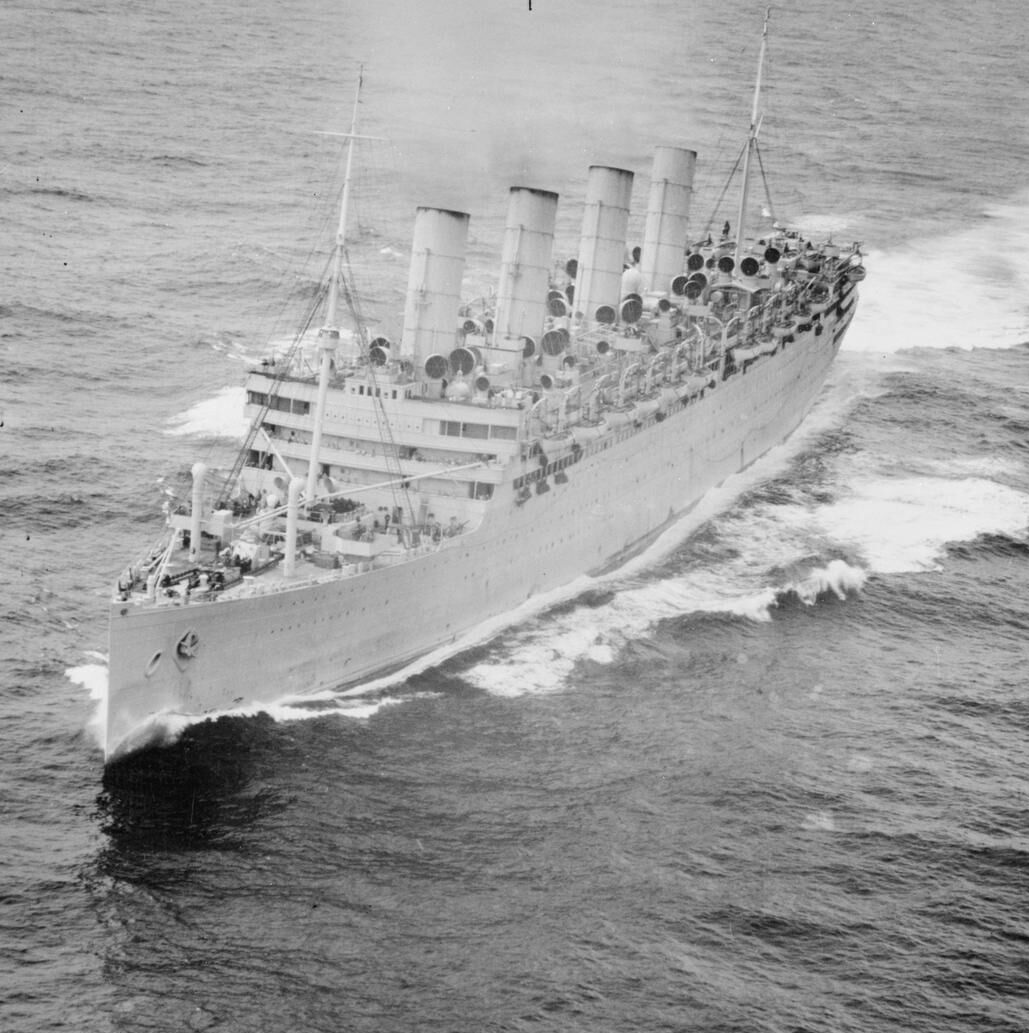
Aquitania w okresie drugiej wojny światowej

Starzejąca się „Aquitania” miała zostać zastąpiona przez RMS Queen Elizabeth w 1940 r., ale wybuch II wojny światowej spowodował, że znowu zaczęła służyć jako transportowiec wojska. W listopadzie 1941 „Aquitania” została w Singapurze (wówczas kolonii brytyjskiej) przemalowana na szaro. Z jej wyjściem w pierwszy rejs po tej operacji wiązane jest domniemanie o okolicznościach zatopienia australijskiego krążownika HMAS „Sydney”. Ponoć szpiedzy na rzecz III Rzeszy w Singapurze mieli donieść, że niebawem wielki transportowiec ma udać się do Australii. Dowództwo Kriegsmarine powiadomiło o tym kapitana operującego w pobliżu Perth korsarskiego rajdera HSK „Kormoran”. Ten zamiast „Aquitanii” napotkał HMAS „Sydney”, którego zatopił.
W swojej ośmioletniej służbie w obu wojnach światowych „Aquitania” przepłynęła ponad 500 000 mil i przewiozła blisko 400 000 żołnierzy, z tak odległych miejsc jak Nowa Zelandia, Australia, Południowy Pacyfik i Ocean Indyjski.

## Powojenne losy
Po zakończeniu II wojny światowej w 1946 zwrócona została Cunardowi. Służyła do przewożenia emigrantów europejskich za ocean. W grudniu 1949, ze względu na wiek, angielskie służby nadzoru żeglugi nie wyraziły zgody na dalszą eksploatacje statku. W swój ostatni rejs „Aquitania” wypłynęła w 1950 roku, zamykając tym samym rozdział czterokominowców. Jednocześnie zakończyła dzieje parowców na szlaku transatlantyckich, przepływając łącznie 3 mln mil w 450 rejsach.
„Aquitania” w ciągu swojej kariery trwającej prawie 36 lat, przewiozła 1,2 miliona pasażerów.